# スザク・ゲームズ
スザク・ゲームズはテーブルトークRPGの製作・販売をしている日本の会社。
ゲームデザイナーの朱鷺田祐介が自分の作品を効率よく製作・販売するために設立した個人企業で、朱鷺田祐介がデザインしたほぼ全てのテーブルトークRPG作品がスザク・ゲームズ製作の名前でクレジットされている。
なお、販売業務に関しては2000年よりアトリエサードと提携しており、現在では、スザク・ゲームズの名前で出版されている作品でも実質的な販売業務はアトリエサードにより行われている。

## スザクゲームズから販売された作品
- 深淵関連
  - 人の夢　獣の夢　 (サプリメント)
  - 龍王教典　 (サプリメント)
  - 血のごとく赤き――夢魔の占い札　 (サプリメント)
  - 追憶　 (サプリメント)
  - 銀竜亭異聞　 (サプリメント)
  - 妖魔綺譚　 (サプリメント)
  - 深淵体験セット　（Web通販限定サプリメント)
  - 深淵ゲーム・ガイド　（Web通販限定サプリメント）
  - 深淵タトゥーシール　（Web通販限定サプリメント）
  - 深淵デスクトップ・ピクチャ　魔法陣シリーズ　（Web通販限定サプリメント）
  - 深淵デスクトップ・ピクチャ　キリア歳時記シリーズ　（Web通販限定サプリメント）
  - 深淵世界全体マップ　（Web通販限定サプリメント）

- 上海退魔行関連
  - 上海アンダーグラウンド　 (サプリメント)
  - 票子組　（Web通販限定サプリメント）

- 真・女神転生RPG関連
  - 業魔殿 　(覚醒編サプリメント)
  - 真・女神転生TRPG覚醒篇＋業魔殿＋NPCデータ集セット　（Web通販限定サプリメント）

- イット・ケイム・フロム・ザ・レイト・レイト・レイトショウ関連
  - イット・ケイム・フロム・ザ・レイト・レイト・レイトショウ　深夜三流俗悪映画の襲来!! 　(基本ルールブック)
  - イット・ケイム・フロム・ザ・レイト・レイト・レイトショウＪ　深夜三流俗悪アニメの逆襲!!　 (サプリメント)

- パラダイス・フリートRPG関連
  - 極楽艦隊・逆襲編 　(基本ルールブック改訂版)

- 別冊FSGI　（1号～6号）

注)　上記はスザク・ゲームズが販売に関わった製品についてのリストである。スザク・ゲームズが製作に関わった作品については朱鷺田祐介が著者としてクレジットされている製品とほぼ一致するためここでは省略する。